# 马峦山隧道
马峦山隧道是广东省深圳市坪盐通道上的一条隧道，双向六车道。隧道右线长7.904公里，左线长7.899公里，属于城市道路特长隧道，是广东省第二长的公路隧道（仅次于韶惠高速的松山隧道）；隧道最大埋深337米，属于城市道路深埋隧道；隧道为分离式独立双洞，单洞内轮廓最大净宽达15.17米，属于城市道路大断面隧道；隧道中间设有1座双洞共用通风竖井，深194米，内直径15米，为目前国内汽车隧道最大直径竖井。
隧道全线共设有31处车行及人行横通道、7处横洞式变电所（与人行横通道合建）、1座隧道管控中心、1座地面风机房；隧道开挖土石方数量达300多万方。坪盐通道工程总投资约45.2亿元，其中马峦山隧道建安费为29.7亿元。
隧道采用分段纵向通风排烟方式，在靠近隧道中部设置1座双洞共用通风竖井。风机房设在山顶地面，通过管养道路与外部道路连通。距隧道坪山端洞口北侧的管控中心约17.3公里，行车需30分钟。